# Eddie Schroeder
Edward Julius „Eddie“ Schroeder (20. ledna 1911 Chicago, Illinois – 1. prosince 2005 Tucson, Arizona) byl americký rychlobruslař.
V reprezentaci se poprvé představil v roce 1932, kdy startoval na Zimních olympijských hrách (10 000 m – 8. místo) a na Mistrovství světa (6. místo). V následujícím roce se na světovém šampionátu umístil na čtvrté příčce. Roku 1936 startoval na Mistrovství Evropy (7. místo) a následně vybojoval bronzovou medaili na Mistrovství světa. Zúčastnil se také ZOH 1936 (1500 m – 12. místo, 5000 m – 15. místo, 10 000 m – 8. místo). Po této sezóně ukončil aktivní sportovní kariéru.